# Xenodon pulcher
Xenodon pulcher är en ormart som beskrevs av Jan 1863. Xenodon pulcher ingår i släktet Xenodon och familjen snokar. Inga underarter finns listade i Catalogue of Life.
Denna orm förekommer i Paraguay, östra Bolivia och norra Argentina. Ett fynd är från angränsande områden i sydvästra Brasilien. Habitatet utgörs av torra skogar, av öppna skogar som är lite fuktigare, av buskskogar och av savanner. Individerna är aktiva under skymningen eller under dagen. De har ödlor och groddjur som föda. Xenodon pulcher skapar under jordiska bon i sandig mark. Honor lägger ägg.
För beståndet är inga hot kända och populationen anses vara stabil. IUCN listar arten som livskraftig (LC).